# Bicarinibracon tricolor
Bicarinibracon tricolor är en stekelart som först beskrevs av Szepligeti 1900.  Bicarinibracon tricolor ingår i släktet Bicarinibracon och familjen bracksteklar. Inga underarter finns listade.